# James Mitchell Ashley
James Mitchell Ashley (Condado de Allegheny, 14 de novembro de 1824 – Ann Arbor, 16 de setembro de 1896) foi um político americano. Ele serviu por uma década na Câmara dos Representantes por Ohio, onde se tornou notório por sua oratória em prol da igualdade racial e por sua fervorosa defesa da abolição da escravidão nos Estados Unidos. Durante a guerra civil americana, ele apoiou a União e, em nome do presidente Abraham Lincoln, mandou para o plenário do Congresso a Décima Terceira Emenda à Constituição, aprovada em 1865, que abolia a escravidão e trabalhos forçados em território estadunidense.
No Congresso, durante a guerra civil, foi um dos líderes mais pragmáticos da facção radical do Partido Republicano. Mais tarde foi apontado para a posição de governador do Território de Montana e também foi presidente de uma companhia de ferrovias em Toledo, Ohio. Faleceu devido a uma parada cardíaca em 1896.